# Amerikaanse goudplevier
De Amerikaanse goudplevier (Pluvialis dominica) is een vogel uit de familie van plevieren (Charadriidae).

## Kenmerken
Deze goudplevier lijkt sterk op de "gewone" of Euroaziatische goudplevier (Pluvialis apricaria) en de Aziatische goudplevier (P. fulva). Het is een vrij grote soort plevier, iets kleiner dan de gewone goudplevier en de zilverplevier maar duidelijk veel groter dan de bontbekplevier (18 cm). 

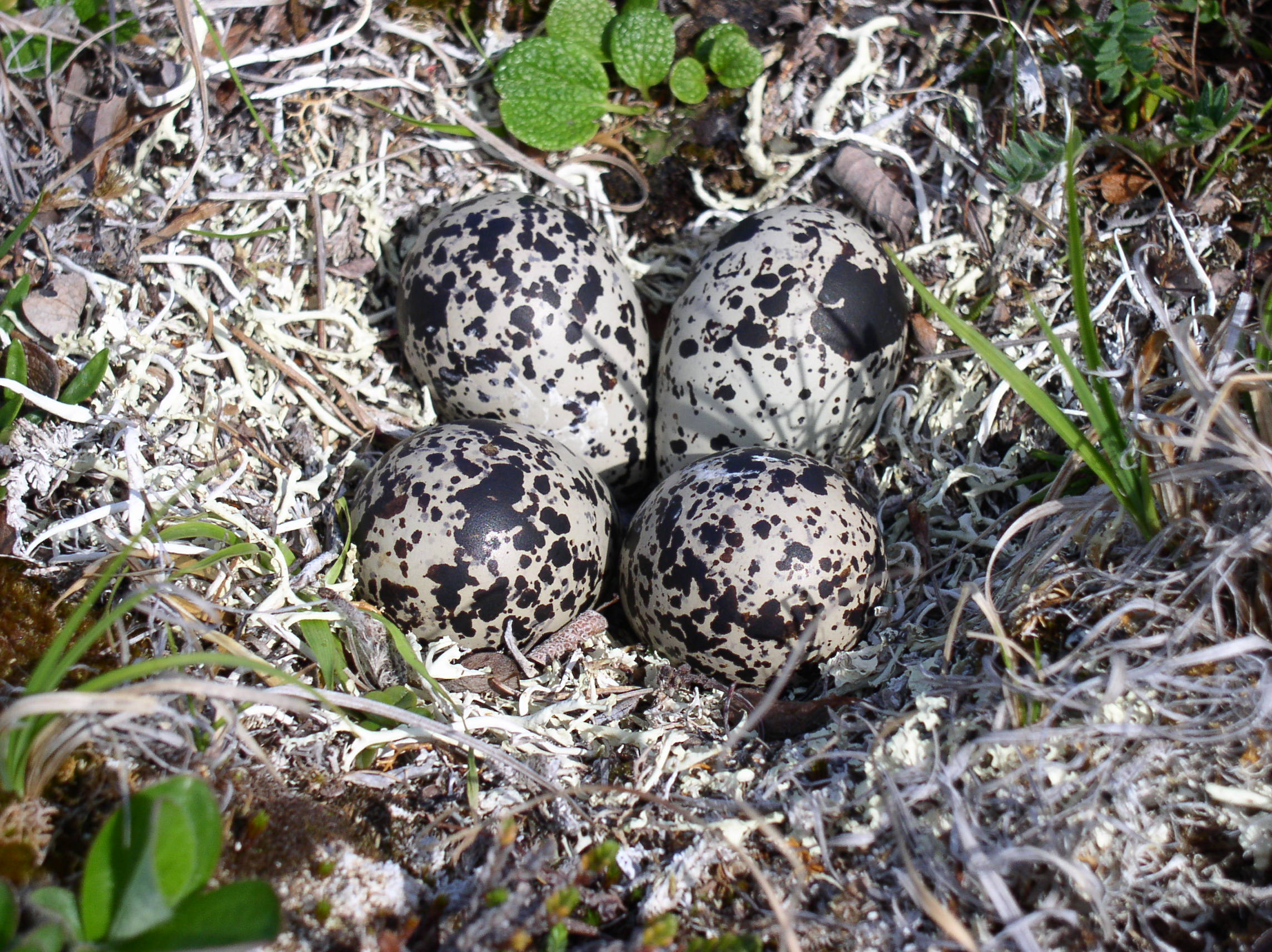
Nest van Amerikaanse goudplevier

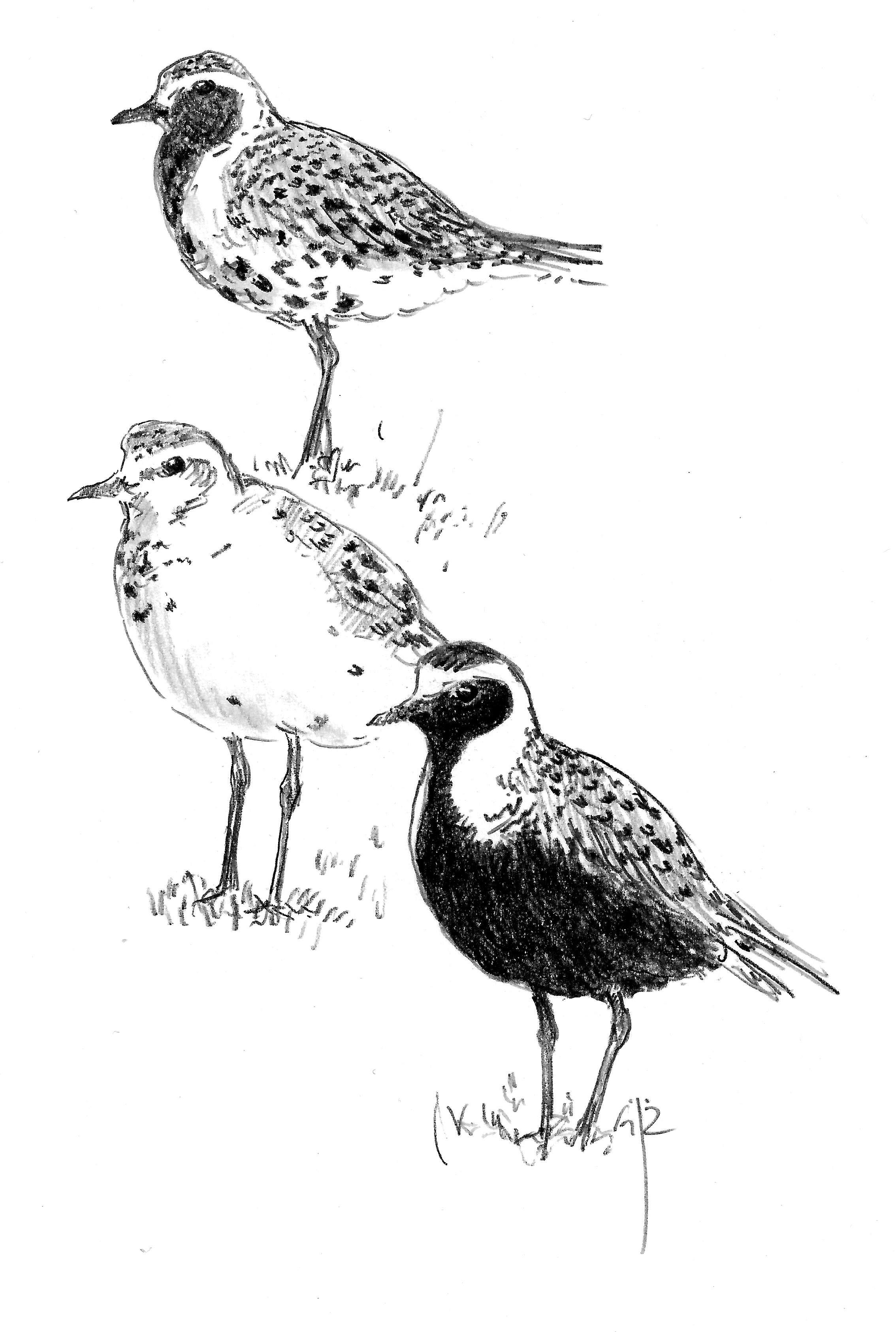
Amerikaanse goudplevier Pluvialis dominica Jos Zwarts

In broedkleed is de volwassen vogel goudkleurig gespikkeld op de rug en kruin, met een zwarte buik, hals en kop en verder zwart tot aan het oog bij het mannetje. In de winter verdwijnt het zwart en is de buik lichtbruin gestippeld. De zilverplevier heeft in de zomer ook een zwarte onderkant, maar is van boven eerder zilverkleurig dan goudkleurig gestippeld.
De Amerikaanse goudplevier is iets slanker dan de goudplevier en staat hoger op de poten en lijkt iets grijzer dan de goudplevier. De Amerikaanse en de Aziatische goudplevier werden vroeger tot één soort gerekend, de kleine goudplevier.

## Leefwijze
Zijn voeding bestaat uit ongewervelden, bessen, bladeren en zaden.

## Voortplanting
Het nest dat is bekleed met korstmossen, droog gras of bladeren, bevindt zich op de grond. Het legsel bestaat uit 4 witte tot bleekgele, gespikkelde en gevlekte eieren, met donkerbruin en zwart. De jongen zijn na het uitkomen in staat om snel te lopen.

## Voorkomen
De Amerikaanse goudplevier broedt op de arctische toendra in Noord-Canada en Alaska. Het is een uitgesproken trekvogel die overwintert in Zuid-Amerika. De vogels vliegen in een elliptische trekbaan. Ze vliegen tussen januari en april van Zuid-Amerika via Midden-Amerika en via pleisterplaatsen in het midden van de Verenigde Staten naar hun noordelijke broedgebieden. In de herfst nemen ze een meer oostelijk gelegen trekroute over zee, over het westen van de Atlantische Oceaan en de Caraïbische Zee naar hun overwinteringsgebieden in Patagonië.
De Amerikaanse goudplevier is een dwaalgast in Nederland die ieder jaar wel wordt gezien. Sinds 1989 zijn er in totaal 60 bevestigde waarnemingen van deze soort.